# Adapantus bardus
Adapantus bardus är en insektsart som beskrevs av Karsch 1891. Adapantus bardus ingår i släktet Adapantus och familjen vårtbitare. Inga underarter finns listade i Catalogue of Life.